# Manuskript
Manuskript (latin manu scriptus, "skrevet i hånden") er et dokument; håndskrevet, skrevet på skrivemaskine eller på computer. Der er en række specielle betydninger:
- I biblioteksvæsenet og anden arkiveringssammenhæng er det et dokument, som er skrevet med håndskrift.
- I boghandelen er det et originaleksemplar.
- I film, radio, teater og lignende er det forfatterens optegnelser af replikker og beskrivelser af scener.

En manuskriptforfatter er uddannet i at skrive manuskripter